# Jaro Novak
Jaro (Jaroslav) Novak, slovenski prevajalec, publicist in založnik, * 14. januar 1943, Brezje, Radovljica.  

## Življenje in delo
Po osnovni šoli v Ljubljani je do 1962 obiskoval osemletno Klasično gimnazijo. V letih 1962-1963 je  študiral režijo na Akademiji za gledališče, radio, film in televizijo v Ljubljani in 1963-1965 svetovno književnost in literarno teorijo na Filozofski fakulteti v Ljubljani. Šolanje je prekinil zaradi služenja vojaškega roka v Črni gori (1965-1966), po vrnitvi pa je nadaljujeval študij komparativistike. 
Od leta 1967 je zaposlen kot novinar in fotoreporter ter urednik in lektor pri različnih časopisih, občasno tudi zunanji sodelavec založb in agencij. Redno je dejaven kot pedagoško usmerjajoč lektor za izboljšanje slovenščine v podjetjih in ustanovah (Ljubljanska banka, Mercator, Sava ...) V začetku 70. je bil tudi vzgojitelj v dijaškem domu GP Tehnika in urednik internega glasila GP Tehnika. V letih 1967-1973 je bil sodelavec Inštituta za literarne vede pri SAZU. Kot fotograf je sodelavec oblikovalcev v Studiu Vipotnik. Po letu 1980 se je preselil na hribovsko domačijo v Dražgoše, leta 1989 ustanovil svojo založbo in delal kot samostojni prevajalec in publicist do upokojitve. V letu 2000 se je naselil na Dolenjskem v bližini Čateža ob Savi.
Prvi prevodi so iz 70. let, največ pa jih je naredil v 80. in 90., iz nemščine, srbščine, novogrščine. Prevajal Hesseja, Kleista, Penzoldta, Roberta Walserja (izdane tudi v svoji založbi PAN od 1989-1999), Kazantzakisa po izvirniku, Izraelca Amosa Oza, ... Veliko prevodov je naredil za radijski program Ars (Kierkegaard, Oe. von Horvath, Bertolt Brecht, G. Grass, ...), sodeloval je pri (Naših) Razgledih in drugih literarnih časopisih. Hkrati je objavljal publicistiko o književnih delih in piscih. Zaradi humornih in satiričnih objav je bil leta 1965 tudi obsojen. v letu 1965 je objavil v Problemih prozni triptih.

## Priznanja
Za časopisno uredniško delo je leta 1986 na predlog Društva novinarjev Slovenije prejel jugoslovansko nagrado v Vukovarju, za prevod romana Božji ubožec Nikosa Kazantzákisa iz grščine pa leta 2002 Sovretovo nagrado.